# Вальдеррама, Эстебан
Эсте́бан Альбе́рто Вальдерра́ма Кисе́но (исп. Esteban Alberto Valderrama Quiceno; род. 15 августа 1993, Чигородо) — колумбийский шахматист, международный мастер (2018).
Серебряный призёр чемпионата Колумбии 2020 года.
Чемпион Колумбии по рапиду (2018) и блицу (2013, 2018).
В составе сборной Колумбии участник трёх Всемирных шахматных олимпиад (2016, 2022, 2024).
Учился в Колумбийском политехническом институте им. Хайме Исасы Кадавида (Politécnico Colombiano Jaime Isaza Cadavid).

## Спортивные результаты
Классические шахматы
| Год  | Город      | Турнир                                      | + | − | = | Результат | Место      |
| ---- | ---------- | ------------------------------------------- | - | - | - | --------- | ---------- |
| 2017 | Медельин   | 12-й Американский континентальный чемпионат | 5 | 1 | 5 | 7½ из 11  | 28 (16—30) |
| 2020 | Фусагасуга | Чемпионат Колумбии                          | 5 | 0 | 6 | 8 из 11   | 2          |
|      |            |                                             |   |   |   |           |            |

## Изменения рейтинга
| Графики недоступны из-за технических проблем. См. информацию на Фабрикаторе и на mediawiki.org. |